# Chaksu
Chaksu é uma cidade e um município no distrito de Jaipur, no estado indiano de Rajastão.

## Demografia
Segundo o censo de 2001, Chaksu tinha uma população de 29,111 habitantes. Os indivíduos do sexo masculino constituem 52% da população e os do sexo feminino 48%. Chaksu tem uma taxa de literacia de 53%, inferior à média nacional de 59.5%; a literacia no sexo masculino é de 67% e no sexo feminino é de 38%. 19% da população está abaixo dos 6 anos de idade.